# Klara Hitler
Pour les articles homonymes, voir Hitler (homonymie).
Klara Hitler, née Pölzl le 12 août 1860 à Spital dans le hameau de Weitra en Autriche et morte le 21 décembre 1907 à Urfahr dans la banlieue de Linz, est la mère d'Adolf Hitler.

## Enfance
Née à Spital en Autriche-Hongrie, elle est l'un des cinq enfants survivants de Johann Baptist Pölzl (1828-1902) et de Johanna Hiedler (1830-1906), petits cultivateurs du Waldviertel. On connaît ses deux sœurs : Thérèse, mariée à un fermier aisé Johann Schmidt, puis Johanna, bossue et célibataire. Après ses études élémentaires, pauvre et sans époux, elle est embauchée comme servante chez son cousin éloigné Aloïs Schicklgruber récemment rebaptisé Alois Hitler. La femme de ce dernier, Franziska Matzelberger tombe gravement malade et accepte que leurs enfants soient élevés par Klara. Franziska décède de la tuberculose le 10 août 1884.

## Mariage
Le 7 janvier 1885, Klara, alors âgée de 24 ans, épouse Aloïs, de 23 ans son aîné, dont elle est enceinte. Les historiens contemporains pensent que Johann Nepomuk a dû être l'initiateur de cette union mais que, trop âgé, il n'a pas fait le déplacement. Seule Johanna Hiedler est présente. Selon la légende, la cérémonie est si courte qu'Aloïs repart travailler aussitôt, ce qui bouleverse Klara. Pour que le mariage ait lieu, Aloïs et Klara ont dû au préalable obtenir une dispense ecclésiastique du fait de leur lien de parenté (depuis la légitimation d'Aloïs par Johann Nepomuk Hiedler en 1876). Pour y parvenir, on a insisté sur le fait que Klara a été la nourrice de ses beaux-enfants et dissimulé qu'elle était déjà enceinte d'Aloïs ; au bout du compte la dispense est octroyée par décret pontifical. De cette union naissent six enfants dont quatre meurent en bas âge de la diphtérie : seuls Adolf et Paula lui survivent. Le quatrième enfant, Adolf Hitler, est né le 20 avril 1889, avec l'aide de la sage-femme Franziska Pointecker, à l'auberge Pommer à Braunau am Inn près de la frontière allemande. C'est Aloïs qui choisit le parrain et la marraine de l'enfant : Johann et Johanna Prinz, des amis de Vienne. Le couple vit dans la maison dans laquelle vivaient déjà Aloïs et Franziska avant 1884, la même maison que l'auberge Pommer à Braunau.

## Décès

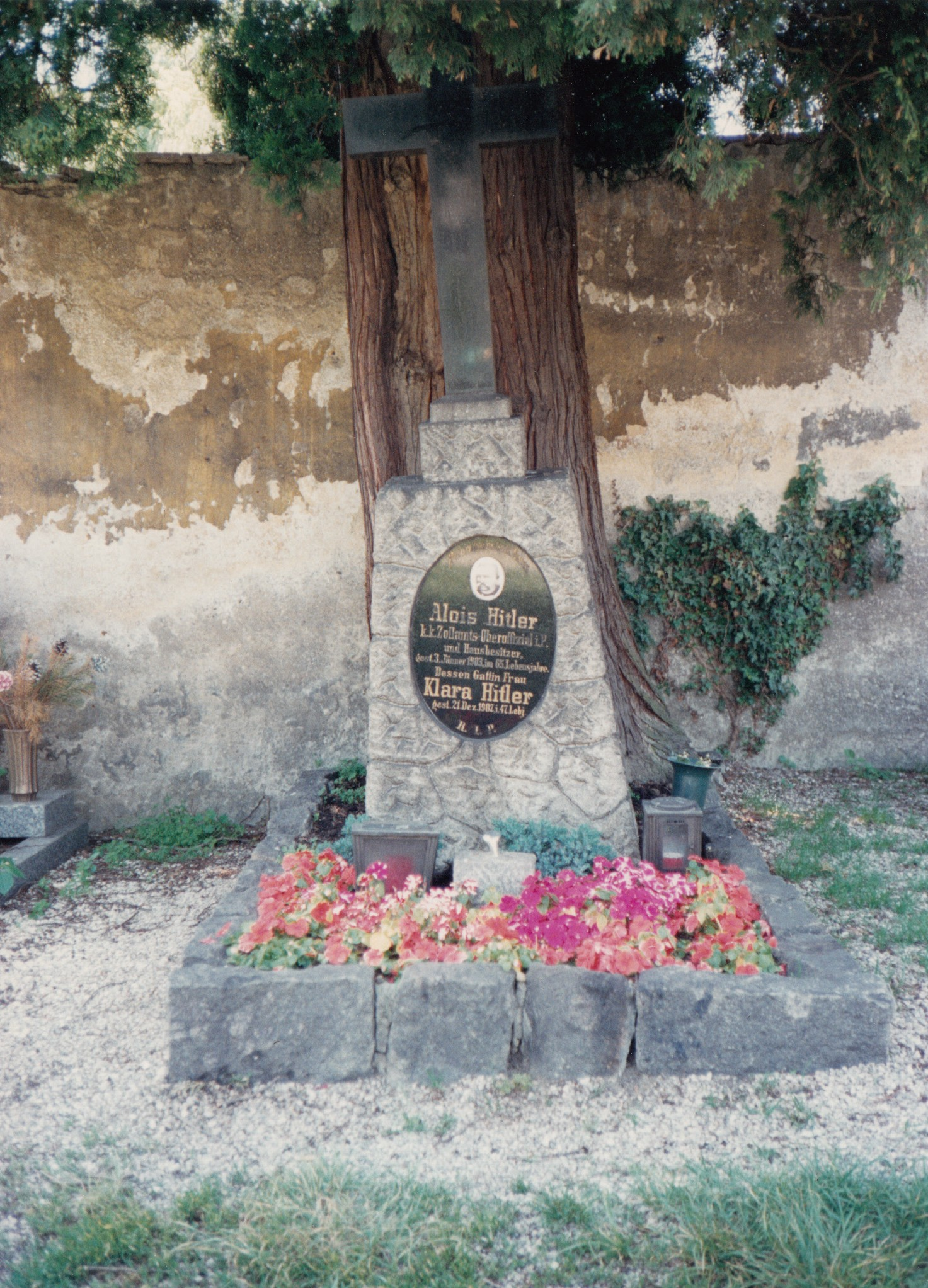
Tombe des parents d'Adolf Hitler photographiée vers 1984.

En 1895, son mari entre en retraite : il achète une petite ferme dans laquelle il élève des abeilles. Il semble qu'au cours de ces années, Klara doit subir les colères de son mari. Devenue veuve en 1903, elle déménage avec ses deux enfants à Urfahr (banlieue de Linz) où elle inscrit Adolf au collège de Steyr. Lorsqu'elle apprend qu'elle a un cancer du sein, elle accepte finalement de laisser partir son fils, avec son ami August Kubizek, à Vienne pour y étudier aux Beaux-Arts (automne 1907). Elle meurt quelques mois après dans la souffrance, âgée de 47 ans, dans son appartement d'Urfahr, le 21 décembre 1907. Le docteur Bloch, qui assurait son suivi, déclare qu'il n'a jamais vu un fils aussi affecté de la mort de sa mère. Selon sa volonté, elle est inhumée aux côtés de son mari, dans le cimetière de Leonding. Leur tombe est devenue un lieu de pèlerinage pour les néonazis.
La sépulture est entretenue par les héritiers de la tombe, jusqu'à ce que la petite-fille d'Angela Raubal soit choquée qu'à la Toussaint 2011 un vase soit déposé dessus avec l'inscription en allemand unvergeSSlich (inoubliables), avec le sigle des SS. L'héritière accepte d'abandonner ses droits et de faire retirer la pierre tombale le 27 mars 2012 sans aucune cérémonie. L'emplacement de la tombe est alors couvert d'un carré de gravier blanc et marqué par un arbre distinctif, avant que ce dernier ne soit à son tour abattu.

## Descendance
1. Gustav (17 mai 1885 - 9 décembre 1887) † diphtérie
2. Ida (23 septembre 1886 - 2 janvier 1888) † diphtérie
3. Adolf (20 avril 1889 - 30 avril 1945) † suicide
4. Otto (17 juin 1892 - 23 juin 1892) † diphtérie ?
5. Edmund (24 mars 1894 - 2 février 1900) † rougeole
6. Paula (21 janvier 1896 - 1er juin 1960) †